# Comté de Malheur
Le comté de Malheur est un comté situé dans le coin sud-est de l'État de l'Oregon aux États-Unis. En 2000 sa population était de 31 615 habitants, pour 2010, le recensement compte 31 313 habitants. Son siège est Vale et sa plus grande ville est Ontario.

## Histoire
Le comté de Malheur fut créé le 27 février 1887 à partir de la portion sud du comté de Baker. Son nom provient de la rivière Malheur qui y coule. Il fut tout d'abord habité par des mineurs et des commerçants au début des années 1860. La découverte d'or en 1863 attira un développement plus important et fit apparaître des colonies et des ranchs. Des Basques s'installèrent dans la région dans les années 1890 et furent très engagés dans l'élevage de moutons.

## Économie
Le comté est à 94 % agricole. Des champs irrigués se trouvent dans le coin nord-est du comté, sous le nom de Western Treasure Valley et sont le centre d'une culture intensive et diversifiée. L'économie du comté dépend aussi du tourisme. 
Le comté étant en relations économiques avec l'Idaho, la majeure partie de son territoire suit un fuseau horaire différent du reste de l'Oregon.
Le comté de Malheur est le plus pauvre de l’État, avec environ 18,3 % de ses habitants vivant en situation de pauvreté.

## Géographie
Selon le Bureau du recensement des États-Unis, le comté a une superficie de 25 719 km2. 111 km2 sont constitués de plans d'eau, ce qui représente 0,43 % de la surface totale.

## Comtés adjacents
- Comté de Harney  - (ouest)
- Comté de Grant  - (nord‑ouest)
- Comté de Baker - (nord)

## Villes et villages
- Adrian
- Jordan Valley
- Nyssa
- Ontario
- Vale